# Choreografia

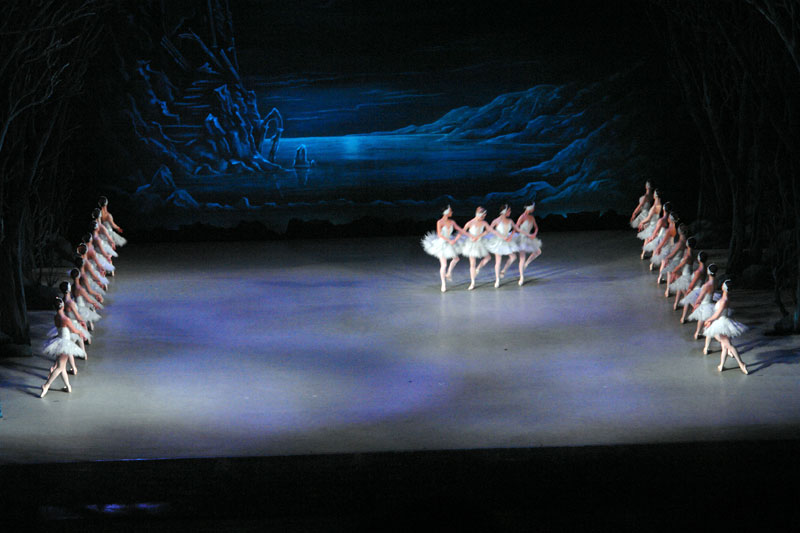
Choreografia w balecie

Choreografia (z gr. χορεία "taniec" i γραφή "pisać") – pierwotnie zajmowała się układem ruchów tanecznych w balecie, komponowaniem tańca, dziś pojęcie to rozszerzyło się na wszystkie dziedziny, w których ruch ludzki ma charakter artystyczny – na pokazowe walki, ruch gwiazd muzyki rozrywkowej, łyżwiarstwo figurowe czy gimnastykę artystyczną. Coraz częściej także choreograf – będąc odpowiednikiem kompozytora na etapie tworzenia, czy dyrygenta albo reżysera w teatrze operowym – układa sceny walk na potrzeby filmu.
W choreografii używa się specjalnego, wynalezionego przez Raoul-Auger Feuilleta systemu notacji; także za pierwszy traktat o choreografii uważa się Chorégraphie, ou l'art de décrire la danse par caractères, figures et signes démonstratifs Feuilleta, wydany w roku 1700.